# Lutte des classes
Pour les articles homonymes, voir Lutte des classes (homonymie).

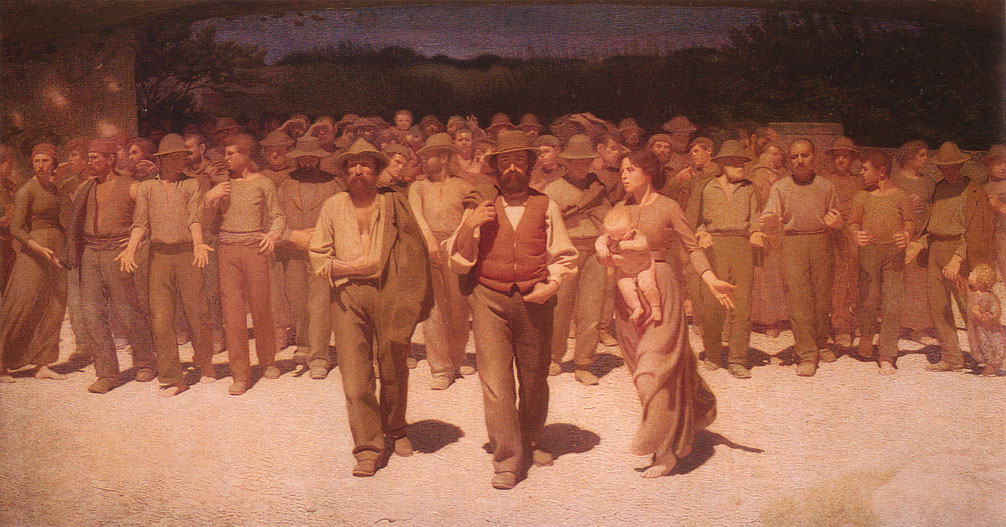
Il Quarto Stato (« Le Quart-État »), peinture de Giuseppe Pellizza, 1901.

La lutte des classes est une expression qui désigne les tensions dans une société hiérarchisée et divisée en classes sociales, chacune luttant pour sa situation sociale et économique, et un modèle théorique qui explique les enjeux de cet affrontement. Ce concept est apparu au XIXe siècle chez les historiens libéraux français de la Restauration, François Guizot, l'initiateur, Augustin Thierry, Adolphe Thiers et François-Auguste Mignet, auxquels Karl Marx l'a emprunté.
Karl Marx et Friedrich Engels écrivent, en 1848, dans le Manifeste du parti communiste, que les prolétaires ne peuvent pas être assujettis à une patrie en particulier et que les divisions étatiques, nationales et/ou culturelles qui les opposent, sont de simples diversions en regard du conflit central : la lutte des classes qui oppose le travail au capital dans le cadre mondialisé du capitalisme. Pour Marx et Engels qui ont assuré la diffusion internationale de cette notion, la lutte des classes est un moteur des transformations des sociétés et de l'histoire moderne. La classe dominante de la société capitaliste est identifiée à la bourgeoisie (ou classe capitaliste) ; elle domine ce qu'ils appellent le prolétariat.
Cette théorie a été adoptée par de nombreux courants syndicalistes, socialistes, communistes, anarchistes, révolutionnaires ou réformistes, aux XIXe, XXe et XXIe siècles, et a fourni un cadre théorique aux luttes pour l'amélioration des conditions de vie des travailleurs voire à l'abolition du capitalisme et de la société de classes.
Cette analyse, qui a acquis une autonomie vis-à-vis du cadre marxiste, a été utilisée par de nombreux sociologues, philosophes, et théoriciens politiques. Pour Marx, la révolution sociale ne pouvait être accomplie (c'est-à-dire déboucher sur une société communiste) qu'à l'échelle mondiale : « (…) aucune révolution communiste ne saurait réussir si ne se déclenche pas en même temps une révolution mondiale (…) ».

## Les classes

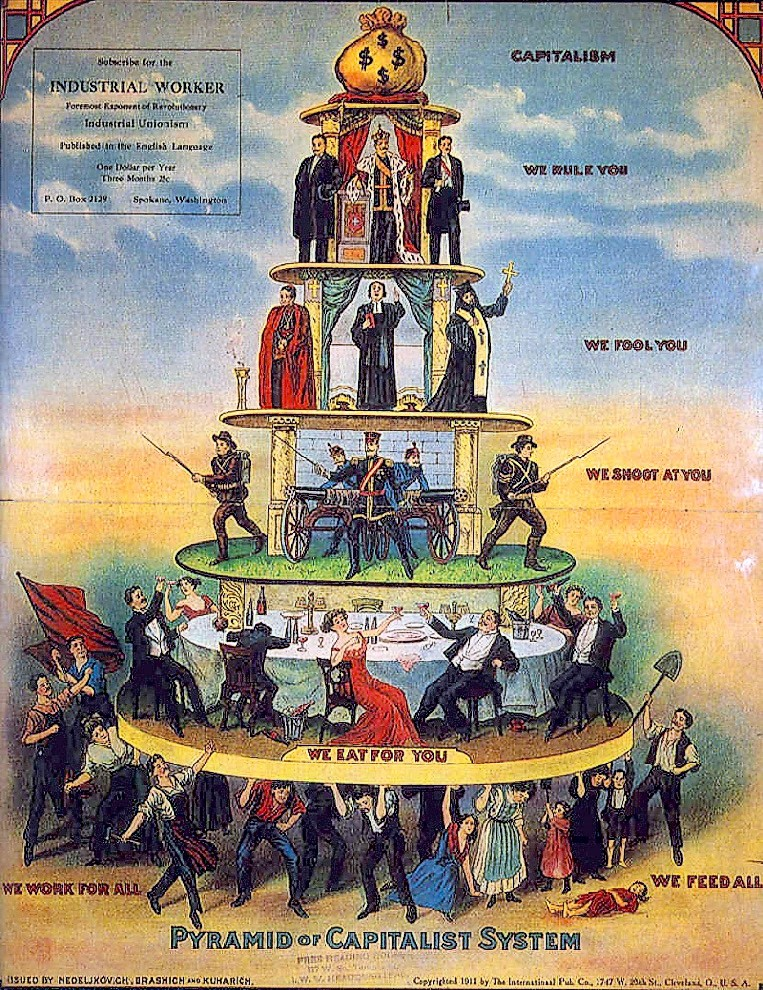
« en », début du XXe siècle.

Le modèle de société organisée en classes concurrentes, donc comparables, s'oppose à celui de société polysegmentaire ou de société de castes dans lesquelles des groupes différenciés occupent des fonctions séparées et prédéfinies, comme les activités militaires et religieuses. Des sociétés de classes apparaissent sous l'Antiquité, par exemple à Rome, et dans les sociétés urbaines modernes avec l'émergence de la Bourgeoisie.
On trouve les notions de classes et de lutte des classes employées dans des contextes historiques très variés :
- lutte entre les esclaves et les maîtres dans les sociétés esclavagistes ou métèques et esclaves des sociétés antiques,
- lutte entre plèbe et propriétaires terriens, illustrée par les Gracques,
- lutte entre le Tiers état et la noblesse à la veille de la Révolution française,
- lutte entre les prolétaires et leurs exploiteurs bourgeois dans la société capitaliste moderne,
- lutte entre hommes et femmes dans les sociétés patriarcales, où l'exploitation domestique est le nerf de la hiérarchie sociale[8],
- castes en Inde,
- séparation entre colons et indigènes dans les colonies,
- dichotomie marquée entre pays du Nord et pays du Sud,
- ségrégations raciales et/ou socio-culturelles dans les métropoles,
- lettrés-fonctionnaires dans la Chine ancienne, mais aussi lettrés contre l'Empereur si besoin selon les recommandations de Lao Tseu, etc.

Cependant la notion de classe est essentiellement économique, et l'appartenance à une classe n'est pas toujours facile à déterminer par des critères légaux objectifs. L'homogénéité d'une classe est assurée par un fonctionnement de la société où les réseaux sont indispensables et où les inégalités sont durables (on naît dans une famille riche ou pauvre), ainsi que par des mécanismes sociaux subtils, conscients ou inconscients (critique de l'idéologie), et non par des contraintes légales explicites, comme l'étaient les états de l'Ancien Régime.
La lutte des classes n'a pas toujours lieu entre la classe dominante et la classe dominée, mais peut avoir lieu entre deux classes dominantes pour asseoir leur suprématie sur les classes dominées. C'est pourquoi Marx qualifie la Révolution française de révolution bourgeoise considérant que c'est le moment historique où la bourgeoisie a évincé la noblesse et le clergé pour asseoir son oppression sur les classes populaires.
Si la lutte n'a pas non plus lieu entre seulement deux classes, et Marx distingue entre quatre et sept classes selon ses ouvrages, elles peuvent toujours être distribuées en deux groupes, l'un formant la classe dominante, l'autre les classes dominées que les mouvements syndicalistes et révolutionnaires essaieront de rassembler autour d'une conscience commune de leurs intérêts.

## Généalogie du concept
Pour l'historien Nicolas Lebourg, la thèse d'Henri de Boulainvilliers, développée au XVIIIe siècle, selon laquelle « les Francs auraient donné jour à la noblesse tandis que les Gallo-Romains vaincus formaient la paysannerie », « fournit ensuite à Karl Marx le principe même de la lutte des classes construisant toute l’Histoire ». Le concept de classe apparaît déjà chez Voltaire dans son article dans son "Dictionnaire philosophique portatif" sur l'égalité : « Il est impossible, dans notre malheureux globe, que les hommes vivant en société ne soient pas divisés en deux classes, l’une de riches qui commandent, l’autre de pauvres qui servent ; et ces deux se subdivisent en mille, et ces mille ont encore des nuances différentes. »

## Perspective libérale
Le concept de « lutte des classes » apparaît chez François Guizot dans son cours d'histoire moderne sur l’Histoire générale de la civilisation en Europe depuis la chute de l'Empire romain jusqu'à la Révolution française donné à la Sorbonne en 1828,, ouvrage dans lequel il explique que « Le troisième grand résultat de l'affranchissement des communes, c'est la lutte des classes, lutte qui remplit l'histoire moderne. L'Europe moderne est née de la lutte des diverses classes de la société ». Dans son esprit, la lutte des classes est un phénomène qui tire son origine de la conquête franque du Ve siècle, opposant deux peuples ou, selon la formulation du temps, deux races, c'est-à-dire un tiers état d'origine gallo-romaine, assimilé à la bourgeoisie, et une noblesse d'origine franque depuis le mouvement communal du XIIe siècle jusqu'aux révolutions de 1789 et de 1830. On le retrouve chez la plupart des historiens français de la Restauration, en particulier Augustin Thierry, auteur notamment d'un Essai sur l'histoire de la formation et des progrès du tiers état (1853), Adolphe Thiers et François-Auguste Mignet.
Les auteurs français de cette théorie libérale de la lutte des classes sont inspirés par Jean-Baptiste Say ou Antoine Destutt de Tracy. Cependant, elle reprend des thèmes que l'on retrouve dans des mouvements plus anciens comme celui de combat pour l'égalité des levellers anglais au XVIIe siècle ou dans celui d'exploitation des écrits de Turgot et de Jeremy Bentham qui se sont intéressés à la « recherche de rente ».
Dans la lignée de ces travaux, et des premiers théoriciens de la lutte des classes, des penseurs comme Charles Comte ou Charles Dunoyer présentèrent l'État comme le siège de la recherche de rentes financées par l'impôt. Par conséquent, ils distinguèrent deux grandes classes dans la société industrielle : les producteurs de richesses qui acquittent l'impôt (tiers état) et les consommateurs d'impôts (la noblesse). Leurs intérêts de classe sont clairement antagonistes, puisque les premiers désirent être moins taxés alors que les seconds sont en faveur d'une augmentation de l'imposition.

## Perspective marxiste

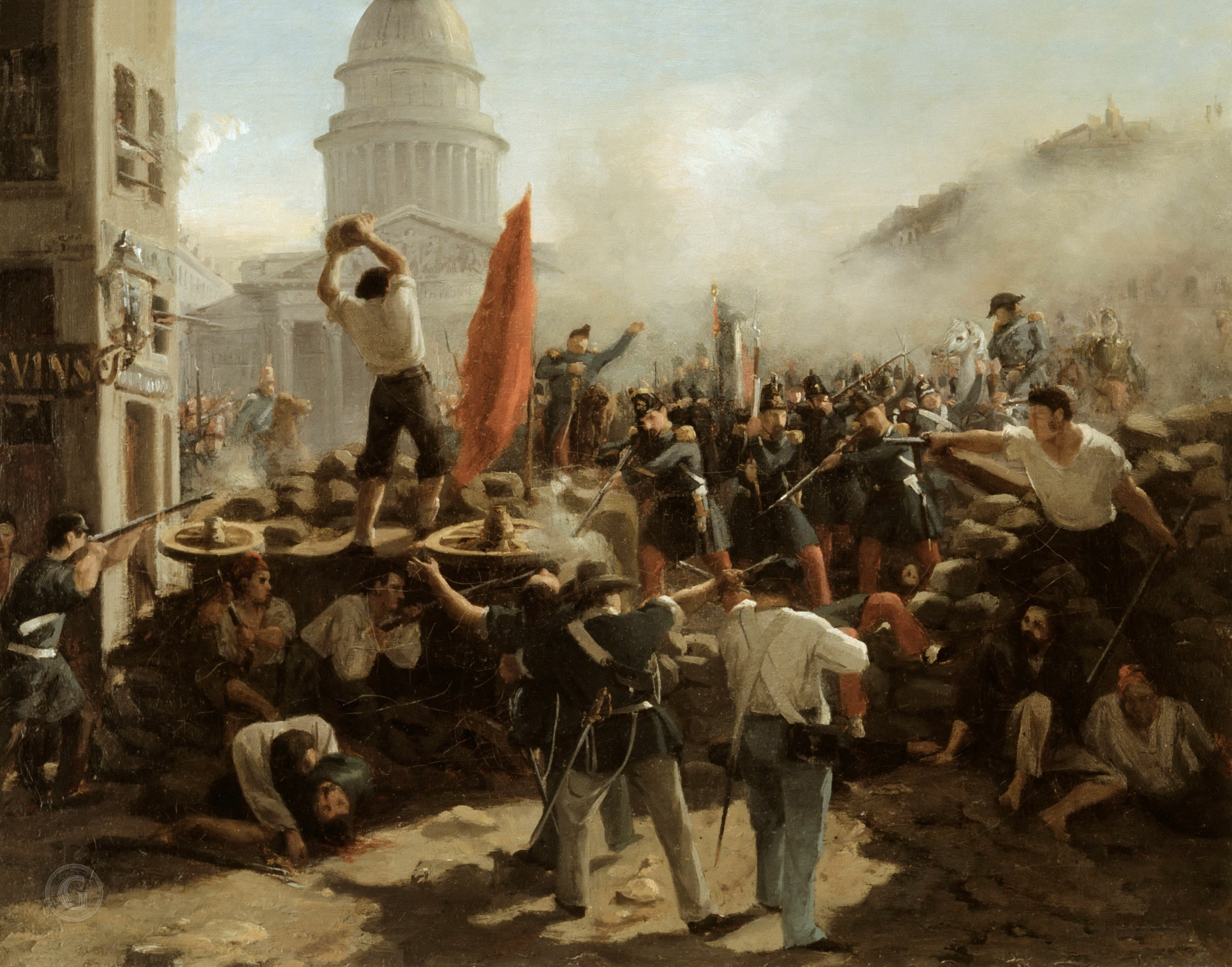
Barricade à Paris élevée durant la Révolution française de 1848.

Le marxisme a développé une théorie complexe à propos de la lutte des classes et de son évolution historique, à laquelle le Manifeste du Parti communiste fournit une introduction. Cette théorie a connu un engouement majeur pendant le XXe siècle et a influencé le destin d'un grand nombre de pays.
S'inspirant de nombreux auteurs philosophes, économistes ou historiens, Marx et Engels mettent en relation différents concepts afin de comprendre au mieux la société et ses structures. Le concept de lutte des classes des libéraux, associé à une critique de certains aspects de la pensée de Hegel ainsi qu'à une conception matérialiste de l'histoire constituent des éléments contribuant à expliquer les mouvements historiques. Le marxisme envisage que la classe exploitée (le prolétariat) s'émancipera en renversant la domination de la classe exploiteuse (la bourgeoisie) pour atteindre l'égalité (la société sans classe).
Selon la perspective marxiste, l'histoire de la société jusqu'à nos jours reflète la division de la société en classes sociales (« homme libre et esclave, patricien et plébéien, baron et serf, maître de jurande et compagnon, en un mot oppresseurs et opprimés ») qui s'opposent dans une lutte ininterrompue, tantôt déclarée, tantôt larvée, pacifique ou non. La société capitaliste moderne, en renversant les divisions en ordres de la société féodale n'a pas aboli les antagonismes de classe, mais les a remplacés par des nouveaux. Elle les a également simplifiés, et de nos jours, la « société se divise de plus en deux vastes camps ennemis, en deux grandes classes diamétralement opposées : la bourgeoisie et le prolétariat ».

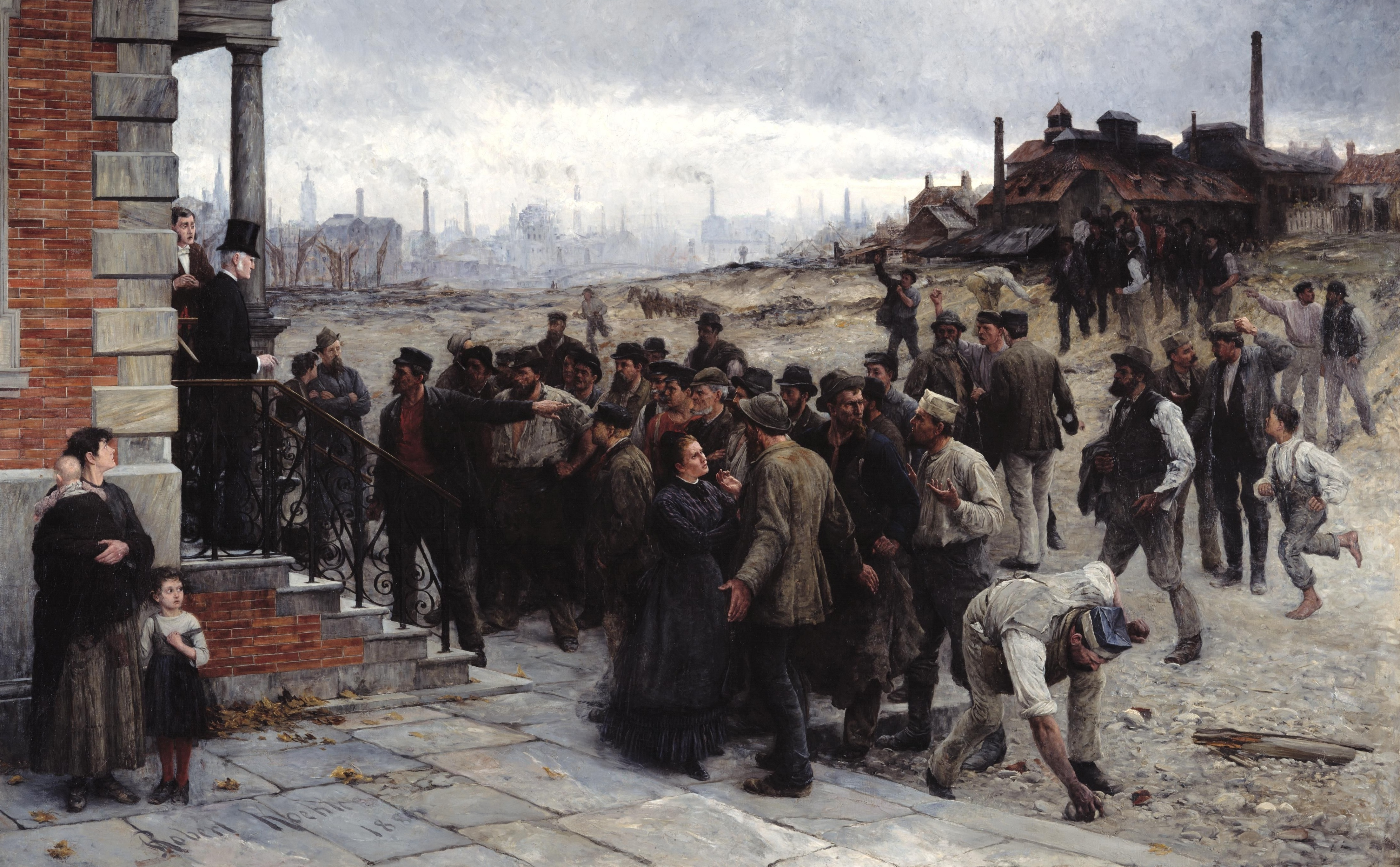
La Grève, peinte par Robert Koehler. On voit s'opposer le patron aux travailleurs.

Marx distingue toujours au moins deux classes fondamentales :
- les capitalistes ou bourgeois, classe dominante qui possède le capital et dispose ainsi des moyens de faire travailler autrui à son profit en pesant sur le cours d'achat de la force de travail ;
- le prolétariat, regroupant les personnes qui n'ont pas de capital et sont contraintes de vendre leur force de travail pour subsister. Il s'agit de la classe salariée.

Outre qu'il distingue parfois des sous-classes (opposant par exemple la bourgeoisie industrielle et financière) à ces deux classes fondamentales s'ajoute une classe intermédiaire, comme flottante au niveau de ses intentions d'émancipation :
- la petite bourgeoisie, regroupant les personnes qui possèdent leurs propres moyens de subsistance (petits commerçants, professions libérales, etc.), ce qui leur confère une autonomie précaire par rapport aux capitalistes. Ils n’ont pas besoin de se salarier mais ne sont pas eux-mêmes patrons, et doivent travailler pour vivre.

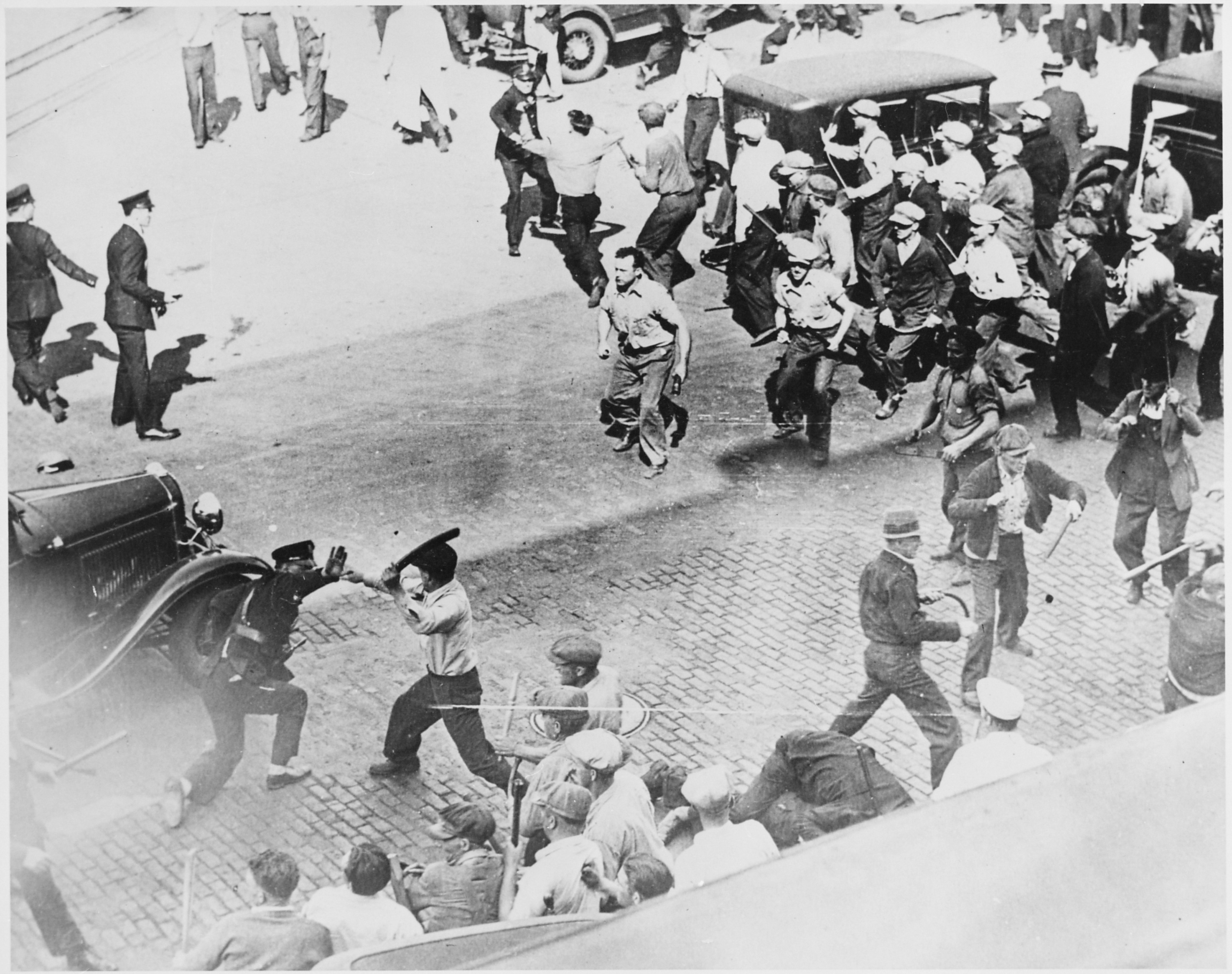
Ce conflit entre classe dominante et classe opprimée peut prendre forme physiquement. Un combat de rue à la suite d'une grève en 1934 aux États-Unis.

Toutefois, selon lui, seuls la bourgeoisie et le prolétariat peuvent avoir une politique réellement indépendante, les diverses couches de la petite bourgeoisie étant soit attirées par le prolétariat, au point d'y confondre parfois ses intérêts, soit au contraire respectant et enviant les grands capitalistes, confondant ainsi sa vision politique avec celle du grand patronat.
Cette lutte embrasserait tous les domaines de la vie sociale, économique, politique et idéologique et serait un moteur à l'évolution sociale, et donc de l'histoire. Le capitalisme exercerait une pression pour diminuer la part de la production destinée aux prolétaires, conduisant à accroître l’exploitation des travailleurs et leur paupérisation, et augmentant le capital, masse de richesses qui sont consommées dans la lutte (ou concurrence) qui oppose les capitalistes entre eux. Le mouvement ouvrier (notamment la lutte syndicale), force opposée, tend à augmenter la part des richesses recueillies par la classe laborieuse, tout en établissant leurs revendications dans le strict cadre du salaire. Les acquis sociaux représentent la part que le capital alloue au prolétariat pour préserver la stabilité de la paix de la société (qui lui est toujours favorable), souvent après des bouleversements majeurs tels que la grève générale spontanée de 1936. La petite bourgeoisie serait, de son côté, condamnée a régresser (à se prolétariser) en raison de son incapacité à soutenir la concurrence avec les capitalistes.
Pour les marxistes la lutte des classes donne un sens à l'histoire et explique la dynamique qui mue les sociétés, « L’histoire de toute société jusqu’à nos jours n’a été que l’histoire de luttes de classes » (Karl Marx). Elle s'arrêtera lorsqu'une révolution prolétarienne mondiale conduira à une société où, après un temps où la classe dominante serait également la classe laborieuse (« dictature du prolétariat »), les différences de classes seront définitivement abolies, conduisant ainsi à une « société sans classe » et donc à l'Égalité. Selon cette perspective, si l'organisation sociale elle-même encourage la cohésion du prolétariat, alors les richesses produites pourront être employées de manière optimale pour améliorer le sort de l'humanité ; la production pourra répondre exclusivement à une demande (et non à un besoin de conquérir des marchés), et le pouvoir politique ne sera plus un instrument au service des capitalistes mais l'expression véritable d'une démocratie. La révolution communiste permettrait donc de faire cesser la division de la société en classes.
Pour atteindre cet objectif, les marxistes considèrent que le prolétariat doit acquérir une conscience de classe (c’est-à-dire doit prendre conscience de ce qu'il est, tel que le conçoit la théorie marxiste, dans le cadre général de la société), et prendre confiance dans sa capacité à organiser la société de manière solidaire, sans plus se soumettre à la classe capitaliste. Cela se serait produit à plusieurs reprises au cours de l'histoire, notamment pendant la Commune de Paris et la révolution russe en 1917 (même si, sur ce dernier événement, les avis sont très divisés entre les différents courants marxistes dont beaucoup se réfèrent à l'analyse de Marx sur l'échec inévitable d'une révolution qui ne serait pas mondiale, et soulignent que les États communistes concrets ont créé des sociétés inégalitaires et totalitaires, dirigées de manière dictatoriale par une bureaucratie privilégiée d'apparatchiks, de « princes rouges » et de militaires qui ont abandonné l'objectif communiste initialement revendiqué et se sont mués au bout de quelques décennies en nouveaux capitalistes).

## Lutte des classes contemporaine
La lutte des classes se manifesterait formellement aujourd'hui par les mouvements sociaux comme les grèves ou les manifestations. Les principaux motifs des grèves sont : pour exiger du patronat des augmentations de salaires ; pour empêcher des licenciements ; contre les conditions pénibles de travail.
Au cours du XXe siècle, ont été mis en place de nombreux mécanismes ou organismes paritaires, reposant sur des négociations employeurs/employés par le moyen d'organisations ou mécanismes ad'hoc. Il s'agit, au niveau de l'entreprise du comité d'entreprise, ou au niveau national d'organismes de formation professionnelle, de convention collective, du conseil de prud'hommes, etc. Ces mécanismes qui offrent un cadre légal et institutionnel aux relations entre classes. Ils peuvent donc rentrer dans le cadre de la collaboration entre classes.
Pour Raymond Aron, le fait décisif de l'évolution sociale est l'élévation du revenu global, qui diminue la rivalité des classes en intensité et en violence de sorte que la lutte des classes laisse la place à la « satisfaction querelleuse ». Aron a indiqué que cette évolution historique démentait des prédictions de Marx même si elle pouvait s'expliquer par son système. En effet, pour Karl Marx, les lois de la production capitaliste conduisent à la paupérisation des masses,, rendant crédible la perspective d'une révolution,.
Partant du constat de l'élévation du niveau de vie, Aron dégage les tendances de la lutte pour la répartition du revenu national qui sont la réduction de la passivité, l'intensification des revendications et l'affaiblissement des mouvements révolutionnaires et de la propension à utiliser la violence. Cependant, pour le trotskyste Ernest Mandel, « la théorie de la paupérisation absolue du prolétariat ne se trouve pas dans l'œuvre de Marx » mais lui a été attribuée par ses adversaires politiques. Il estime que cette idée, formulée par Malthus, correspond à la loi d'airain de Lassalle, qui a été combattue par Marx. Marx préfère parler de paupérisation relative[source insuffisante] . Marx défend par ailleurs l'idée que :
- les progrès du capitalisme, de la grande industrie et du grand commerce transforment en prolétaires une partie des membres d'autres classes (paysans, artisans, petits commerçants) et les privant parfois de toute ressource[34]
- une partie du prolétariat est éjectée du processus de production et subit une paupérisation absolue (chômeurs, vieillards, mutilés, invalides, etc.)[35], constituant l'armée industrielle de réserve[36].

Pour Michel Clouscard, l'intégration de nouvelles couches moyennes, qui fait de la lutte des classes une « métamorphose » en introduisant de nouvelles couches au statut indéterminé – ni prolétaires, ni bourgeoises –, est soumise aux catégories de la dialectique du frivole et du sérieux. Ce nouveau dispositif de classes prend le relais de l'antagonisme frontal bourgeoisie/prolétariat. En résulte une nouvelle « civilisation capitaliste » car « la première société hédoniste de l'histoire », mais en conservant les clivages les plus criants de la société. Dans la suite des critiques adressées aux néo-kantiens Husserl et Sartre, Michel Clouscard, caractérise de « libéralisme libertaire » les idées des freudo-marxistes (Marcuse, Deleuze, etc.) qui font disparaître l'exploitation ouvrière derrière la consommation du « frivole » : « Mai 68, la parfaite contre-révolution libérale, celle de la modernité qui cache le "nouveau réactionnaire" », selon Michel Clouscard.
Par ailleurs, les crises économiques peuvent appauvrir pour un temps la société entière : « dans ces crises, une grande partie, non seulement des produits déjà créés, mais encore des forces productives existantes est livrée à la destruction. Une épidémie sociale éclate, qui, dans toute autre époque, eut semblé absurde : l'épidémie de la surproduction. Brusquement, la société se voit rejetée un état de barbarie momentanée : on dirait qu'une famine, une guerre de destruction universelle qui ont coupé les vivres ; l'industrie, le commerce semblent anéantis ».
De façon générale, on constate une tendance à l'augmentation du niveau de vie partout dans le monde, contrariée par les guerres et les désastres humains des années 1980-1990 en Afrique subsaharienne et dans l'ex-URSS. Ces dix dernières années, le taux de développement humain a progressé dans toutes les régions en développement, de façon non uniforme et à l'exception notable de l'Afrique sub-saharienne, même si la convergence entre pays riches et pauvres ralentit. La crise économique semble en train de remettre en cause certaines de ces tendances. Selon la FAO, « Les problèmes économiques mondiaux risquent de contraindre les populations à réduire leurs apports alimentaires, constate la FAO, et le nombre des personnes affamées augmenterait en conséquence », ce nombre ayant atteint 923 millions en 2008. En France, les associations caritatives constatent une augmentation des demandes d'aides et disent devoir faire face à « une situation sans précédent » et à des inscriptions en « nette augmentation ». Les associations d'aide au logement « s'inquiètent de voir affluer vers leurs centres des populations plus nombreuses et aux profils nouveaux » selon Les Échos. Déjà avant la crise, la tendance était à l'augmentation des inégalités. Selon l'INSEE, qui utilise un indice relatif, le nombre de pauvres en France a augmenté de 100 000 personnes entre 2001 et 2004 (Libération, 23 novembre 2006). De même concernant les salariés, la proportion de pauvres est passée de 3,9 % en 1970 à 5,4 % en 2001 (Libération, 23 novembre 2006). D'après une étude de l'Institut de recherche sur l'économie du développement de l'ONU, en 2000 les 2 % les plus riches possédaient 50 % des richesses, quand les 50 % les plus pauvres ne possédaient qu'1 % des richesses.
Pour Noam Chomsky, dans un discours prononcé en janvier 2002 au Forum social mondial, la situation contemporaine est proche de ce que, « dans une langue aujourd’hui démodée, on aurait appelé […] « guerre des classes » », entre, « d’un côté, les centres de pouvoir concentré, étatiques ou privés, très étroitement imbriqués, et de l’autre, l’ensemble de la population au niveau mondial ».
Le milliardaire américain Warren Buffet fait une déclaration emblématique sur CNN le 19 juin 2005, « Il existe une guerre des classes. Mais c'est ma classe - la classe des riches - qui mène cette guerre. Et nous sommes en train de la gagner ! »,,.

### Classes sociales et vote
Pour Karl Marx, la lutte des classes doit notamment s'exprimer à travers l'action politique. L'expression politique de la lutte des classes n'est possible que si les partis politiques représentent des classes sociales de manière assez homogènes, plus précisément aujourd'hui si un parti prolétaire assez uni s'oppose frontalement aux partis bourgeois.
En France, depuis les années 1970, les statistiques et les sondages permettent de vérifier un recul de la corrélation entre classe sociale et électorat.
Le monde ouvrier quitterait la gauche selon Le Monde : « En mai 1981, le Parti socialiste rassemblait 74 % du vote ouvrier ; en avril 2002, il n'en captait plus que 13 %. La droite parlementaire ne profite guère de ce rejet : le vote des classes populaires a d'abord nourri la montée de l'abstention et, en second lieu, le vote pour les extrêmes. Lors de l'élection présidentielle de 2002, près du tiers des ouvriers qualifiés et des contremaîtres ont voté pour l'extrême droite » (c’est-à-dire en fait près du tiers de ceux qui ont voté, et non près du tiers du total).
L'analyse du vote ouvrier lors de l'élection présidentielle de 2007 varie selon les données fournies par les instituts de sondage. Le Canard enchaîné rapporte : « Pour LH2, Sarko l'emportait nettement dans la classe ouvrière. Selon CSA, c'était Ségo et, au dire d'Ipsos, Le Pen »,.
L'argumentation de la fin de la lutte des classes repose largement sur la question de la désaffection du vote ouvrier. Cependant, la désindustrialisation a beaucoup réduit l'importance numérique de la classe ouvrière classique. La notion de lutte des classes doit donc, selon certains, être réactualisée en fonction des évolutions sociologiques. Le sociologue marxiste Jean Lojkine répond que « La disparition dans les luttes actuelles d’un acteur central, d’un groupe inducteur, hégémonique, […] la « classe ouvrière » et de ses institutions représentatives […], ne signifie donc pas pour autant la fin de toute « lutte des classes ». La diversité des acteurs sociaux, le caractère parfois composite de « coalitions » multipolaires n’empêchent pas l’émergence d’un salariat diversifié, allié parfois à certaines professions libérales (artistes, médecins, petits entrepreneurs), qui tentent aujourd’hui, chacun à sa façon, de s’opposer aux fractions dominantes du capitalisme financier et de la technocratie d’État ».
La segmentation sociologique des partis politiques reste cependant pertinente dans plusieurs cas. À l’occasion des élections régionales de 2004, « le rejet de la droite au pouvoir a été nettement plus marqué dans les communes où les proportions d’ouvriers, d’employés et de professions intermédiaires (techniciens, contremaîtres, instituteurs, infirmières, etc.) sont les plus fortes ». À l’inverse, « les cadres ont également voté en moyenne plus à droite que le reste du salariat. » et « c’est parmi les non-salariés que la droite au pouvoir a le moins reculé et que l’extrême droite a le mieux résisté ».
De même, à Paris. En mai 2007, les arrondissements « populaires » de Paris ont nettement voté à gauche (XVIIIe, XIXe, XXe), et à l’inverse les arrondissements « bourgeois » (XVe, XVIe, VIIe) ont largement voté à droite. De nouveau, en 2020 le journal Le Monde constate qu'à Paris « les arrondissements les plus bourgeois votent à droite, de façon parfois très massive, comme dans le 16e, où la liste Les Républicains obtient plus de 76 % des voix. A l’est, les quartiers plus populaires plébiscitent la gauche, à l’image du 19e arrondissement, dans lequel Anne Hidalgo récolte près de 68 % des suffrages ».

### Divers
Selon l'analyse et les termes de Joël de Rosnay, nous assisterions depuis quelques années au développement d'une nouvelle lutte des classes entre les « infocapitalistes », qui détiennent les contenus et les réseaux de distribution de masse, et les « pronétaires ».

## Critiques
Le concept de lutte des classes a été critiqué de différentes manières.

### Critiques idéologiques
Le concept de lutte des classes a été critiqué dès la fin du XIXe siècle sous plusieurs angles théoriques, tournant autour de la notion de lutte.

#### Division de la société
Il a été reproché au concept de lutte des classes de diviser artificiellement la société en deux camps ennemis, ainsi que de prôner la haine des classes et la violence. C'est le reproche traditionnellement adressé par la droite conservatrice ou libérale. Les conservateurs prônent généralement le concept de « collaboration entre classes » qui ne serait, selon les défenseurs du concept de lutte des classes, que « l'exploitation d'une classe par une autre ».
La doctrine sociale de l'Église réprouve également la lutte des classes. Dans sa célèbre encyclique Rerum Novarum, le pape Léon XIII reconnaît l'existence de deux classes : « La violence des bouleversements sociaux a divisé le corps social en deux classes et a creusé entre elles un immense abîme. D’une part, une faction, toute puissante par sa richesse. Maîtresse absolue de l’industrie et du commerce, elle détourne le cours des richesses et en fait affluer vers elle toutes les sources. Elle tient d’ailleurs en sa main plus d’un ressort de l’administration publique. De l’autre, une multitude indigente et faible, l’âme ulcérée, toujours prête au désordre ». Mais il refuse l'idée de « lutte » entre les deux.
Des conciliations du concept de lutte des classes et des idéaux chrétiens ont été cependant tentées à travers notamment la théologie de la libération, développée au cours des années 1960-1970 en Amérique latine. Le pape Jean-Paul II a cependant prôné le maintien de la doctrine sociale officielle de l'Église, déclarant par exemple en 2002, au sujet de l'occupation des terres au Brésil : « pour atteindre la justice sociale, il faut aller bien au-delà de la simple application de schémas idéologiques découlant de la lutte des classes, par exemple l’occupation des terres, que j’ai déjà réprouvée lors de mon voyage pastoral de 1991 ». La doctrine sociale de l'Église oppose donc à la lutte des classes l'idée d'une « association des classes » : « travail de l’un et le capital de l’autre doivent s’associer entre eux, puisque l’un ne peut rien sans le concours de l’autre » dit l'encyclique (Quadragesimo Anno §58). L'application de cette idée peut être retrouvée dans la promotion du corporatisme chrétien ou de l'association capital-travail prônée par le gaullisme.

#### Lutte des classes contre nation
Les nationalistes ajoutent que le concept de lutte des classes affaiblit celui de nation, donnant priorité à une division sociale et économique qui abolit le concept de frontière nationale. La lutte des classes selon Marx se réfère d'emblée à un cadre international, le Manifeste du parti communiste se situant dans la vague de révolutions européennes de 1848. Le nationalisme voit donc dans la lutte des classes un adversaire complet, qui à la fois divise la nation et la dépasse en créant des solidarités internationales. L'opposition à la lutte des classes a été un thème majeur de la propagande des régimes et partis fascistes et nazis dans les années 1920 à 1940.

#### La question des autres combats politiques
L'affaire Dreyfus a constitué le grand cas de conscience du socialisme français dans l'articulation entre lutte politique — en l'espèce la défense de la justice et des droits de l'homme — et la priorité doctrinale absolue donnée à la lutte des classes. Certains socialistes ont hésité avant de s'engager en faveur du capitaine Alfred Dreyfus (officier et bourgeois), jugeant que, s'agissant d'une affaire interne à la bourgeoisie, un engagement trahirait la lutte des classes. D'autres socialistes, tels Rosa Luxemburg ou Jean Jaurès (« Certes, nous pouvons, sans contredire nos principes et sans manquer à la lutte des classes, écouter le cri de notre pitié ; nous pouvons dans le combat révolutionnaire garder des entrailles humaines »), ont estimé que la défense de Dreyfus était compatible avec la lutte des classes.
Dans le sillage de mai 1968, certains révolutionnaires[Qui ?] ont reproché aux partis marxistes attachés à la lutte des classes d'avoir des difficultés à intégrer les « nouvelles luttes » : féminisme, régionalisme, antiracisme, écologie, etc.

#### La question de la participation au pouvoir et du réformisme
Le concept de lutte des classes est également critiqué par les socialistes réformistes désireux de mener une action de réforme sociale à la tête de l'« État bourgeois ». Ce concept interdit théoriquement la collaboration de ministres socialistes à un gouvernement bourgeois. En France, il a conduit le parti socialiste SFIO à refuser la participation au gouvernement après la victoire du Cartel des gauches en 1924 et au Bloc des gauches en 1932. Pour résoudre cette difficulté doctrinale, le leader de la SFIO Léon Blum a élaboré dès le Congrès SFIO de janvier 1926 la distinction entre l'« exercice du pouvoir » (qui peut tolérer un certain degré de collaboration des classes, avec le Parti radical-socialiste notamment) et « conquête du pouvoir » (issu de la lutte des classes).

#### Critique libérale
Les partisans du libéralisme économique contestent la conception marxiste de la lutte des classes. Ils peuvent ou bien la nier, ou en dresser une typologie différente, ou en réduire la portée à celle du nécessaire conflit de répartition du produit national (comme Raymond Aron). Par contre, Karl Popper a écrit que Marx avait raison « en soutenant que la lutte des classes et l'union des travailleurs seraient les principaux agents » de la transformation du capitalisme.
Pour les libéraux, les relations entre capitalistes et travailleurs doivent rester sur le terrain juridique de la négociation, en particulier autour du contrat de travail pour ce qui est des relations individuelles. Celui-ci serait librement négocié et consenti par l'employé et l'employeur, alors que pour les marxistes la liberté de contracter de l'employé n'est que formelle compte tenu de sa situation de dépendance économique et de l'inégalité de sa situation face aux employeurs.

### Critiques sociologiques
Un autre grand axe de critique du concept de lutte des classes repose sur la validité de la définition des classes sociales elles-mêmes.
L'étude des populations s'affine ainsi de plus en plus pour répondre à la diversification croissante des situations et comportements socio-économiques (notion de segment de population)

#### La question de l'homogénéité des classes sociales
Certaines critiques ont remis notamment en question l'homogénéité des intérêts et des comportements existant au sein d'une même classe sociale. Pour ces critiques, la notion de lutte des classes est « simpliste », la division de la société entre travailleurs et capitalistes ne correspond pas à la réalité. Dans celle-ci, les personnes ayant les mêmes fonctions sont en concurrence et ont donc dans une certaine mesure des intérêts contraires. C'est ainsi que l'on observe des tensions protectionnistes, qui visent à protéger les entreprises locales et donc des ouvriers contre d'autres ouvriers, des patrons contre d'autres patrons ; des tensions lors des grèves entre grévistes et non-grévistes ; des tensions entre ceux qui sont intégrés au système et ceux à sa marge (théorie des insiders-outsiders).

#### La question des classes moyennes
D'autres critiques reposent sur l'émergence dans la deuxième moitié du XXe siècle d'une vaste classe moyenne ainsi que le déclin quantitatif de la classe ouvrière — en France à partir de 1970 environ — a lancé un défi de nature sociologico-historique au concept de lutte des classes. Pour certains, ces évolutions sociologiques invalident le concept de lutte des classes, qui doit alors soit être remplacé par d'autres modes d'action politique (par exemple le réformisme sous l'action de l'État), soit d'autres cadres de lutte.
Pour d'autres, le concept de lutte des classes garde toute sa validité. L'idée de classe moyenne était pris en compte par Karl Marx qui estimait qu'elle était vouée à l'assimilation avec le prolétariat. Au XXe siècle, l'économiste Paul Boccara pose l'existence d'une nouvelle « classe salariale ».

## Sources
- Karl Marx, Manifeste du Parti communiste, 1848
- Karl Marx, Les Luttes de classes en France, 1850
- Karl Marx, Le Capital, 1867
- Friedrich Engels, La Situation de la classe laborieuse en Angleterre, 1845
- Jaime Semprun, La Guerre sociale au Portugal, Champ libre, 1975
- Edward Thompson, La Formation de la classe ouvrière anglaise, Le Seuil, 1988
- Simone Weil, La Condition ouvrière, Gallimard
- Raymond Aron, La Lutte de classes. Nouvelles leçons sur les sociétés industrielles, 1967